# Salva Ballesta
Salvador Ballesta Vialcho (Zaragoza, 22 de mayo de 1975), conocido deportivamente como Salva, es un exfutbolista y entrenador español que ha jugado como delantero en varios equipos de Primera y Segunda División de España, así como en la Premier League de Inglaterra. Actualmente es el entrenador del CD Estepona, equipo que milita en el Grupo 4 de la Segunda Federación.
Al margen de su dedicación al fútbol, Salva ha protagonizado cierta polémica por sus declaraciones sobre diversos temas extradeportivos. Sin embargo, él se califica como una persona apolítica.
Estas posturas le provocaron enfrentamientos con grupos de aficionados en algunos campos de fútbol y también con otros futbolistas, llegando en el caso del jugador del F. C. Barcelona, Oleguer Presas a provocar que el club barcelonés pusiese una denuncia.

## Trayectoria

### Como jugador
Nació en una familia vinculada a las Fuerzas Armadas; su padre era piloto militar.
Comenzó su carrera profesional en un equipo pequeño de Albacete, llamado Universal F.C., que descubrió al futbolista y lo introdujo en su plantilla en la temporada 1994/95. En la temporada siguiente fue cedido al Écija Balompié, de la Segunda división, en el mercado invernal. En la temporada 1996/97 marchó al Sevilla FC, donde volvió a jugar varios partidos con el equipo filial. El descenso del Sevilla FC a la Segunda división esa temporada hizo que Salva se incorporase a las filas del Racing de Santander, donde permaneció dos temporadas.
Salva ha jugado en todas las categorías inferiores de la Selección española de fútbol y, en el año 1998, se proclamó campeón de la Eurocopa sub-21 con la selección española de esa categoría.
El mejor momento de su carrera deportiva llegó en su segunda temporada en el Racing de Santander, donde obtuvo el Trofeo Pichichi de Primera división al anotar 27 goles en 37 partidos en la temporada 1999/2000. El 26 de enero del año 2000 debutó con la selección absoluta entrenada, entonces, por José Antonio Camacho, sustituyendo a Ismael Urzaiz en el segundo tiempo. Fue un partido amistoso celebrado en Cartagena donde España derrotó por 3-0 a Polonia.
Pero el año siguiente renunció a jugar en la Premier League o en el Calcio Italiano, para jugar en Segunda división con el Atlético de Madrid, en donde acabó siendo Pichichi de Segunda con 25 goles; aunque no sirvieron para ascender al Atlético de Madrid, que acabó en cuarta posición.
En la temporada 2001/02 fue fichado por el Valencia CF, donde se proclamó campeón de Liga y donde debutó por primera vez en Copa de la UEFA y en la Champions League en la temporada siguiente, donde jugó sólo un partido como titular. Finalmente acabó cedido en el Bolton Wanderers de la Premier League en el mercado de invierno.
En la temporada 2003/04 regresó al Valencia CF y este lo cedió una temporada al Málaga CF. Allí recuperó parte de su olfato goleador, marcando 19 goles, y volvió a ser convocado para jugar con la selección española, jugando como titular en un partido amistoso contra Dinamarca. En la temporada 2004/05 el Valencia CF lo cedió a otro club, volvió al Atlético de Madrid (ya en Primera división), donde anotó 6 goles y acabó jugando de suplente.
En la temporada siguiente, el Málaga CF fichó a Salva volvió a ser el jugador clave de este equipo, pero no pudo evitar el descenso del equipo a Segunda división. Jugó con el Málaga la primera vuelta de esa temporada en segunda división pero su elevada ficha forzó su cesión al Levante UD en el mercado de invierno, con el que volvió a la Primera división y donde consiguió la permanencia en Primera con su equipo.
Desde la temporada 2007/08 vuelve a jugar en el Málaga CF, un equipo que atravesaba un proceso concursal que redujo su salario de 1200000 euros a casi la mitad (650000 €). Pero esta temporada sufrió lesiones que lo apartaron del terreno de juego. A pesar de su ausencia, el Málaga CF logró el ascenso a la Primera división.
Las lesiones de Salva se han prolongado hasta enero de 2009, cuando Salva reaparece en un partido amistoso del Málaga CF celebrado en Nerja donde firma el gol del empate (2-2) frente al Sparta de Róterdam. Hasta entonces, Salva sólo había disputado 12 minutos en el partido Málaga CF - Valencia CF en la temporada 2008-2009 de Primera división antes de recaer en una nueva lesión. Volvió a los terrenos de juego marcando dos goles en una remontada frente a la UD Almería (3-2). Acabó su contrato con el Málaga CF en verano de 2009 y fichó por el Albacete Balompié de la Liga Adelante comenzando la temporada como estandarte del equipo manchego aunque a pesar de sus 5 goles fue dado de baja en junio de 2010.

### Como entrenador
En verano de 2013 se convirtió en entrenador del Atlético Malagueño. En el primer año al frente del equipo, éste terminó en los puestos de play-offs de ascenso a la Segunda División B de España, aunque volvió a fracasar en estos play-offs de ascenso.  En 2015 también accedió a los puestos de ascenso pero una vez más volvió a fracasar en los play-offs.
En septiembre de 2017 fue nombrado nuevo entrenador del Real Jaén CF sustituyendo a Valenciano. El 22 de febrero de 2018 dimitió como entrenador del histórico club jiennense alegando desacuerdos con las decisiones de la junta directiva.
El 19 de junio de 2018 fue nombrado nuevo entrenador del Club Deportivo Móstoles U.R.J.C. Tras fracasar una vez más en su intento de ascender, el club madrileño anunció que Ballesta no sería su entrenador la temporada siguiente.
En enero de 2020, se convirtió en entrenador del Algeciras CF del Grupo IV de la Segunda División B de España. Ballesta relevó en el cargo a Emilio Fajardo, que fue destituido el pasado 14 de enero tras la mala racha de resultados que tenían al conjunto andaluz en el decimosexto puesto.
Al suspenderse la temporada, debido a la pandemia del COVID-19, tras tan solo 28 jornadas disputadas, El Algeciras de Ballesta terminó 16.º, misma posición en la que estaba al cambiar de entrenador. En la temporada 2020-21 el Algeciras se encontró con la posibilidad de ascender a segunda división a través de los play-offs de ascenso. Una vez más Ballesta fracasó en su intento y no logró el ascenso. Tras este nuevo fracaso, el Algeciras prescindió de Ballesta.
El 8 de noviembre de 2021, firmó por el UCAM Murcia CF de la Primera División RFEF. Tras fracasar en su intento de mejorar los resultados, fue destituido el  20 de marzo de 2022, dejando al equipo en posiciones de descenso.
El 20 de septiembre de 2022, tras la destitución de Nacho Castro, firma como entrenador del San Fernando Club Deportivo de la Primera Federación.
El 12 de diciembre de 2022, es destituido al frente del San Fernando Club Deportivo.
El 8 de abril de 2024, fichó por el Club Deportivo Estepona Fútbol Senior en la Segunda Federación.

## Clubes

### Como jugador
| Club                | País       | Año       | Partidos | Goles |
| ------------------- | ---------- | --------- | -------- | ----- |
| Sevilla Atlético B  | España     | 1994-1995 | 36       | 6     |
| Sevilla Atlético    | España     | 1995-1996 | 1        | 0     |
| Écija Balompié      | España     | 1995-1996 | 17       | 6     |
| Sevilla FC          | España     | 1996-1998 | 49       | 15    |
| Racing de Santander | España     | 1998-2000 | 54       | 29    |
| Atlético de Madrid  | España     | 2000-2001 | 41       | 27    |
| Valencia CF         | España     | 2001-2002 | 31       | 7     |
| Bolton Wanderers    | Inglaterra | 2002-2003 | 6        | 0     |
| Málaga CF           | España     | 2003-2004 | 38       | 21    |
| Atlético de Madrid  | España     | 2004-2005 | 36       | 8     |
| Málaga CF           | España     | 2005-2007 | 70       | 22    |
| Levante UD          | España     | 2007      | 14       | 5     |
| Málaga CF           | España     | 2007-2009 | 57       | 12    |
| Albacete Balompié   | España     | 2009-2010 | 23       | 5     |

### Como entrenador
| Club               | País   | Año       |
| ------------------ | ------ | --------- |
| Atlético Malagueño | España | 2013-2015 |
| Real Jaén CF       | España | 2017-2018 |
| CD Móstoles        | España | 2018-2019 |
| Algeciras CF       | España | 2020-2021 |
| UCAM Murcia CF     | España | 2021-2022 |
| San Fernando CD    | España | 2022      |
| CD Estepona        | España | 2024-Act. |

## Palmarés

### Campeonatos nacionales
| Título           | Club        | País   | Año     |
| ---------------- | ----------- | ------ | ------- |
| Primera División | Valencia CF | España | 2001-02 |

### Campeonatos internacionales
| Título         | Club            | País    | Año     |
| -------------- | --------------- | ------- | ------- |
| Europeo Sub-21 | España (sub-21) | Rumania | 1996-98 |

### Distinciones individuales
| Distinción                          | Año     |
| ----------------------------------- | ------- |
| Trofeo Pichichi de Primera División | 1999-00 |
| Trofeo Pichichi de Segunda División | 2000-01 |